# PP-19-01勇士衝鋒槍
PP-19-01「勇士」（Витязь，以下簡稱為“勇士”）是一款由俄罗斯聯邦槍械製造商卡拉什尼科夫集團（英語：Kalashnikov Concern）所研制和生產的冲锋枪，除了將PP-19野牛衝鋒槍改為傳統彈匣供彈以外，該槍同樣是以AK-74突击步槍平台為藍本，不少零件能夠直接與AK-74通用。與多口徑的野牛不同，勇士發射的是各種9×19公釐帕拉貝倫彈，包括俄罗斯所研製的7N21（西里尔字母：7Н21）和7N31（西里尔字母：7Н31）兩種高壓子彈（+P+）。目前，該槍是俄羅斯軍隊和警察所有分支機構的制式衝鋒槍。

## 歷史
勇士是根據俄羅斯勇士特種部隊（亦是武器名稱的來源）對於PP-19“野牛”冲锋枪的反饋意見而研製的改進型。在2007年中期，伊茨瑪希工廠開始小批量生產勇士，並供應俄羅斯內務部特種警察，特別用途機動單位（俄語：Отряд мобильный особого назначения，簡稱：ОМОН，簡稱：OMON）和其他執法機構所使用。後來，它成為了俄羅斯軍隊和警察部隊所有部門的制式衝鋒槍。

## 設計細節
勇士是一款輕型的選射武器，采用閉鎖式槍栓設計，這有助提高射擊精度（相對於其他開放式槍栓的輕型衝鋒槍）。勇士的整體結構是以AKS-74U卡宾枪為基礎，並令其跟AK有著相同的形狀，同時與AK突击步枪之間有70％的零件通用性，可共用部件包括手槍握把、槍托和護木等。該槍發射各種9×19公釐帕拉貝倫彈，包括俄罗斯所研製的7N21（西里尔字母：7Н21）和7N31（西里尔字母：7Н31）兩種高壓子彈（+P+），以及新型的57-N-181SM高衝擊力穿甲弹。

### 操作系統
勇士採用了比較簡單的反沖作用式操作原理，這種槍機系統不需要完全閉鎖，大大降低了製造成本以及生產和重新組裝時的複雜性。勇士的槍栓後座行程很短，如果使用標準型9×19公釐帕拉貝倫彈，其產生的高壓火藥燃氣只會用於驅動機匣後方的槍栓部分，勇士的發射速率就會達到700发／分钟。若使用高膛壓彈藥，在推動槍栓時會向機匣尾部方向後座，並且在槍栓停止活動時幾乎沒有撞擊機匣壁的尾部。這時勇士的發射速率是650—680发／分钟。除了能夠有效地減少使用者所感受到的後座力以外，還增加了可控性和命中率。

### 特點
勇士並無採用氣動式系統，而內部的組件亦被相應的進行了修改。槍栓連動座和與其相連的拉機柄是以AK系列步槍為基礎製成，但是移除其活塞連桿和轉拴式槍栓，而延長的活塞則插入钢製的軸襯以保護活塞。至於復進簧和其導桿與AK系列步槍是相同的。
勇士配備一根4條膛線纏距為240毫米（1：9.45英吋）右旋的槍管。勇士的槍口裝置是制退器，每邊皆設有三個大型長方形開口，以減少槍口上揚，不過該槍口裝置的主要目的是為了保護槍口避免它被損壞。它也可以更換為可拆卸式消聲器。
勇士的固定及鉚接式薄板機匣是來自AKS-74U卡宾枪，由於原有的氣動式操作系統被移除，因此其前端被作出了相應的修改。勇士裝有與AK-74突击步枪相似的扳機和保險機構。位於機匣右側和扳機的上方並並在保險狀態時充當防塵蓋一部份的快慢機具有三個模式設置：最上面的“保險”位置使扳機不能扣下，快慢機槓桿在這個位置的時候會以物理方式阻擋槍機和與其相連的拉機柄向後拉動；而中間的位置（標有）和最低的位置分別會啟動扳機的全自動和半自動射擊功能。扳機組件亦內置了一塊與AK-74突击步枪相同的五片型減速裝置，其主要用途是減低槍栓速度，延遲擊鎚幾毫秒向前運動，直到槍栓組件在膛室後方完全停止活動才讓擊鎚打擊擊針以發射下一發子彈，這有助提高擊發可靠性（尤其是對不敏感的底火）。
勇士亦使用了來自AKS-74U卡宾枪的金屬骨架型折疊式槍托。與AK-74和AKS-74U等前輩不同的是，儘管它的槍托亦是折向機匣的左側，它不是被機匣前端的彈簧卡扣固定緊扣的。與此相反，它以一根比AKS-74U更長的耳軸插梢固定緊扣的。耳軸插梢所廷長的長度使它能夠在槍托摺疊時固定緊扣著骨架型折疊式槍托。由於勇士已經以彈匣供彈取代了彈筒的地位，其護木被修改為與AK-100系列的樣式，令尺寸、重量、平衡性和人體工學等各方面都有所改進。而手槍握把亦改為一款新的設計，兩者都是由耐用的黑色玻璃钢強化聚酰胺所製造（兩者於早期都是木製）。

### 供彈方式
勇士以一個可拆卸式彎型30發彈匣供彈。彈匣為塑料外殼，直插式固定，因此機匣底增加了一個彈匣插座。勇士的彈匣更可使用彈匣並聯器，將兩個彈匣同一個方向聯結在一起，以加快其重新裝填。

### 瞄準具
勇士的瞄準具佈局類似AKS-74U卡宾枪所設計使用的瞄準具佈局，都是由裝上機匣蓋前端並且沿用了多年的缺口式照門（分為兩個開放式設計的缺口式方形，分別是50和100公尺兩種距離設置，可翻轉及前後滑動式調節）和SVD狙擊步槍的柱狀準星。準星被包圍在一個全包式護翼內，而照門則是由兩個金屬耳所組成。其瞄準基線為240毫米（9.45英吋）。
勇士-SN型亦提供了兩種用以安裝光學或準直式瞄準鏡的導軌類型：機匣頂部的皮卡汀尼導軌或機匣左側的俄羅斯標準燕尾槽瞄準鏡導軌（華沙條約導軌），分別用以裝上北約標準（如ACOG）和華約標準（如PSO-1）的快拆式光學瞄準鏡。但一般而言，傳統型AK系列步槍的機匣蓋材料較輕薄，無法整合皮卡汀尼導軌以直接安裝瞄準裝置，相信機匣蓋整合了皮卡汀尼導軌的原因是採用了新型固定方式以減少機匣蓋的鬆動，這樣就能夠直接在機匣蓋頂部增加皮卡汀尼導軌。

### 彈藥
勇士取消了野牛的多口徑設計，只發射9×19公釐帕拉貝倫彈，包括俄罗斯所研製的7N21（西里尔字母：7Н21）和7N31（西里尔字母：7Н31）兩種高壓子彈（+P+）。7N21與7N31均為硬芯穿甲弹設計，原理類似坦克炮所用的APCR，即以較輕的被甲和軟芯（7N21為聚合物，7N31為鋁，便於提高初速）包覆硬質彈芯，使其能夠以較高的速度擊中目標並使彈芯分離，繼而單獨穿透目標。而變形碎裂的被甲和軟芯對軟目標還能起到類似JHP擴大傷道的作用。

### 配件
勇士的隨槍配件包括可拆卸式彈匣、槍背帶、清潔工具、油壺和彈匣袋。
勇士的護木前端、準星座底部整合有一個小型戰術配件附著點，其尺寸仍足以安裝前握把、戰術燈和雷射瞄準器。其護木可按照用戶的要求改為整合皮卡汀尼導軌版本。
勇士也配備原廠為其研製的專用消聲器。

## 衍生型
卡拉什尼科夫公司推出的的現代化改進型：PPK-20「勇士-MO」（俄語：ППК-20 «Витязь-МО»；俄罗斯国防部火箭炮兵装备总局代號：／；以下簡稱為“勇士-MO”）使用新型配件，以將其升級至AK-12的標準，它具有更出色的人體工程學和9毫米彈藥、更高的可靠性以及在槍口追加的消聲器。PPK-20已完成俄羅斯國家試驗並於2020年7月獲准大量生產。
而在美国，Kalashnikov USA公司（與卡拉什尼科夫公司無關）生產一款命名為「KP-9」的民用仿製型。

## 使用國
- 亞美尼亞
  - 亞美尼亞國家安全局
  - 水上巡邏局
- 白俄羅斯：採用PPK-20。
  - 白俄羅斯內務部特別用途民警單位（英语：OMON (Belarus)）
- - 哈薩克國家近衛軍（英语：National Guard of Kazakhstan）
- 纳米比亚
- 俄羅斯
  - 俄羅斯聯邦武裝力量特種作戰部隊
  - 俄羅斯聯邦內務部
  - 俄羅斯聯邦國家近衛軍
  - 俄羅斯聯邦安全局
  - 俄羅斯聯邦警衛局
  - 俄羅斯聯邦司法部（英语：Ministry of Justice (Russia)）
  - 俄羅斯聯邦對外情報局
- 乌拉圭
  - 警察單位[9]

## 流行文化

### 电子游戏
- 2015年—：型號為勇士-SN型，由俄罗斯特种部队幹員所使用，命名為「9×19VSN」。
- 2016年—《逃離塔科夫》：登場型號為勇士-SN型和民用版本Saiga-9。
- 2018年—《戰地之王》：型號為勇士-SN型，做為偵查槍推出，可裝上全像武器照準器以及其配件，命名為「PP-19 Vityaz SN勇士衝鋒槍」。
- 2022年—《決勝時刻：現代戰爭II 2022》：型號為勇士-SN型，命名為“Vaznev-9K”。

## 圖集

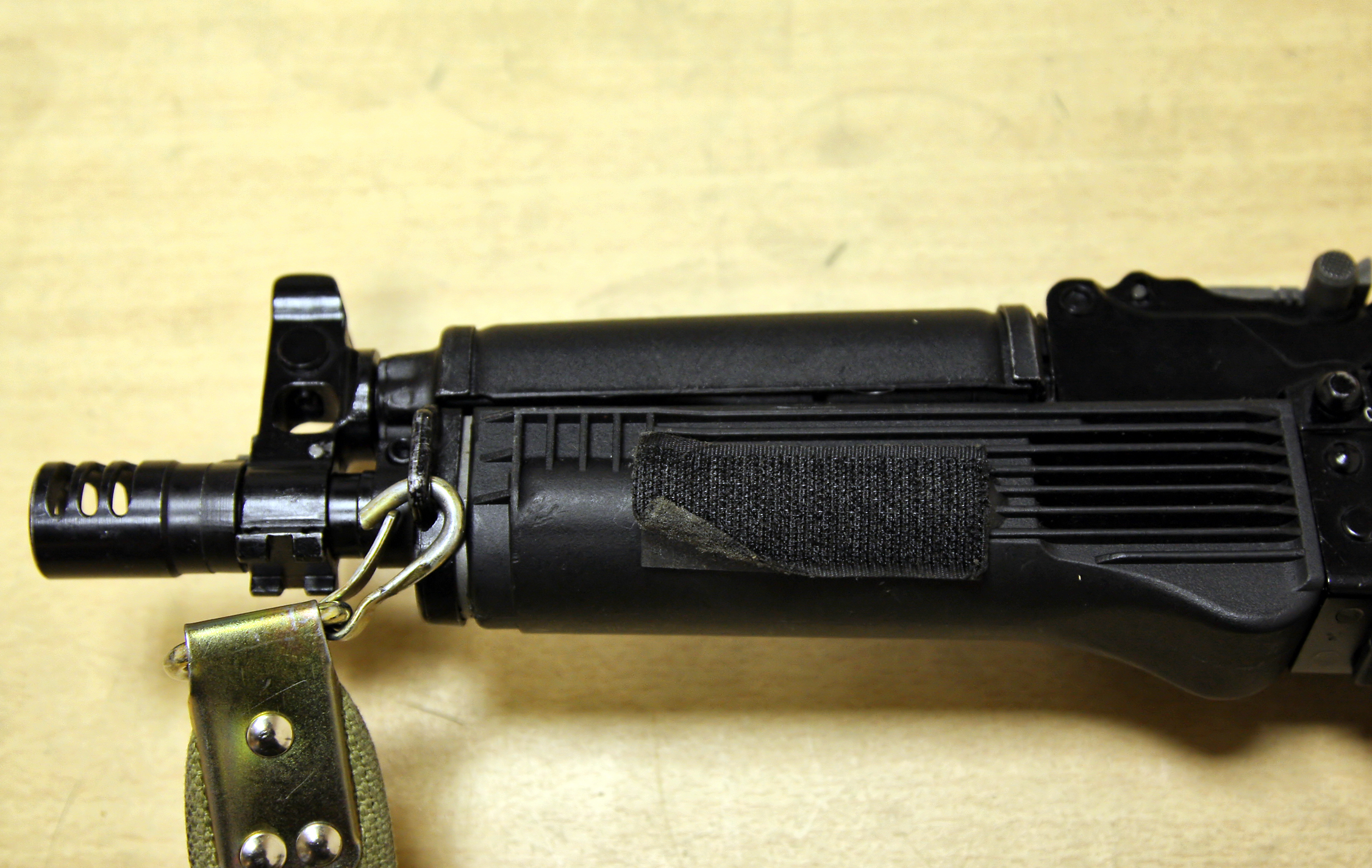
PP-19-01勇士9毫米衝鋒槍的護木底部，當中可見準星座底部整合有一個小型戰術配件附著點
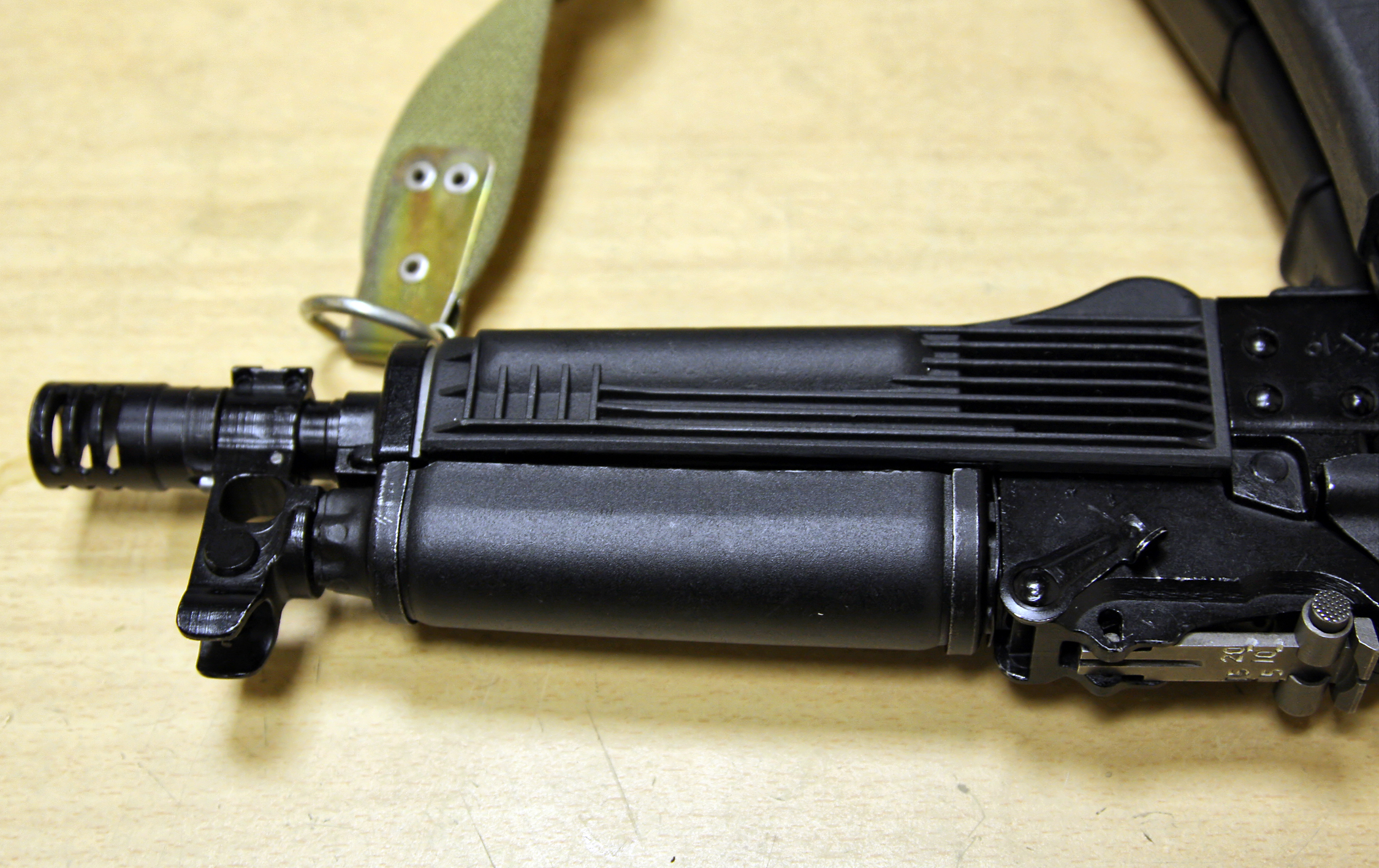
PP-19-01勇士9毫米衝鋒槍的護木頂部，當中可見其消焰器和機械瞄具（柱狀準星和缺口式表尺照門）
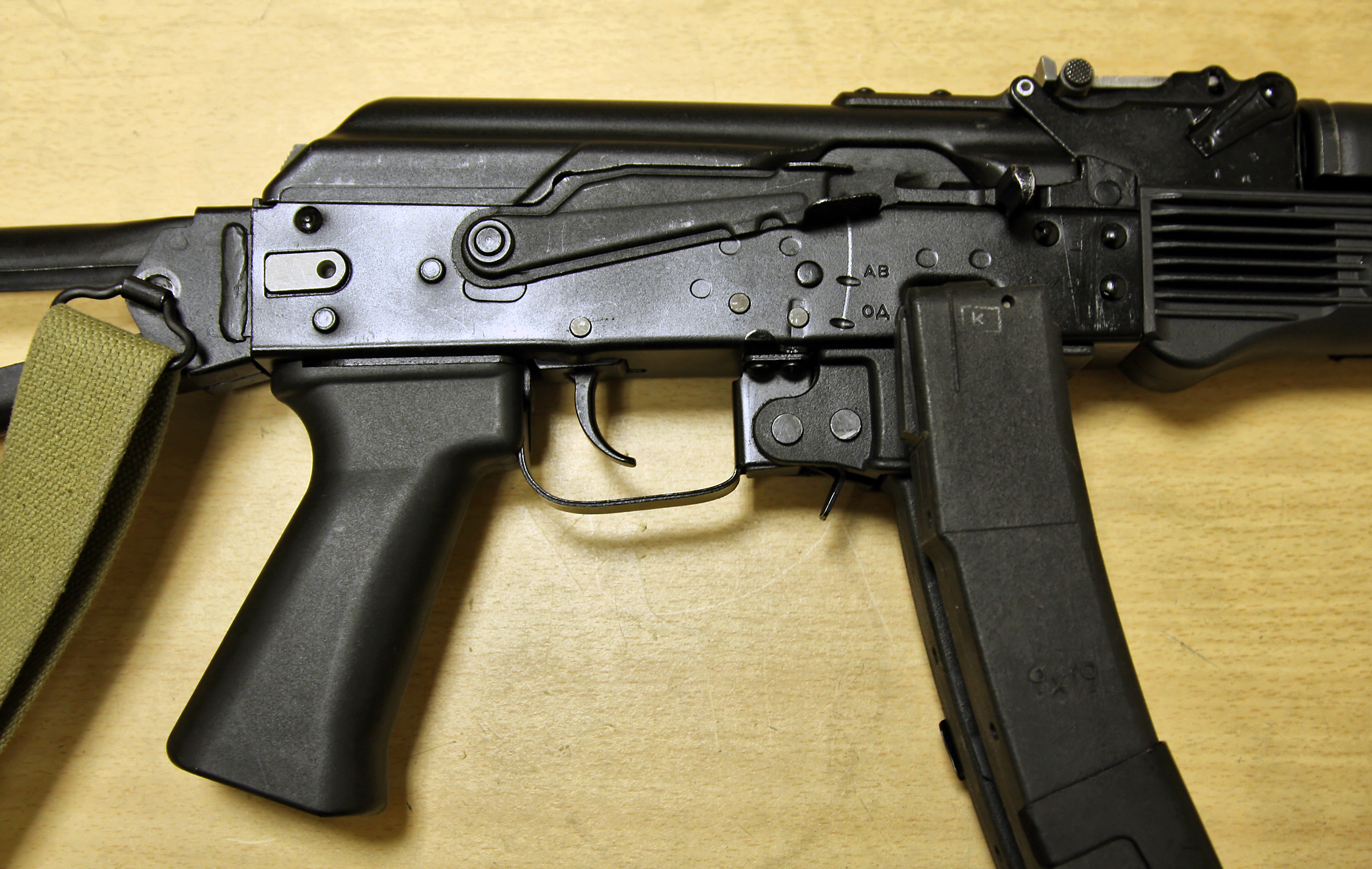
PP-19-01勇士9毫米衝鋒槍的機匣，當中可見設置於“保險”位置後亦充當防塵蓋一部份的快慢機選擇桿、拉機柄、手槍握把、扳機和彈匣插座及釋放撥片
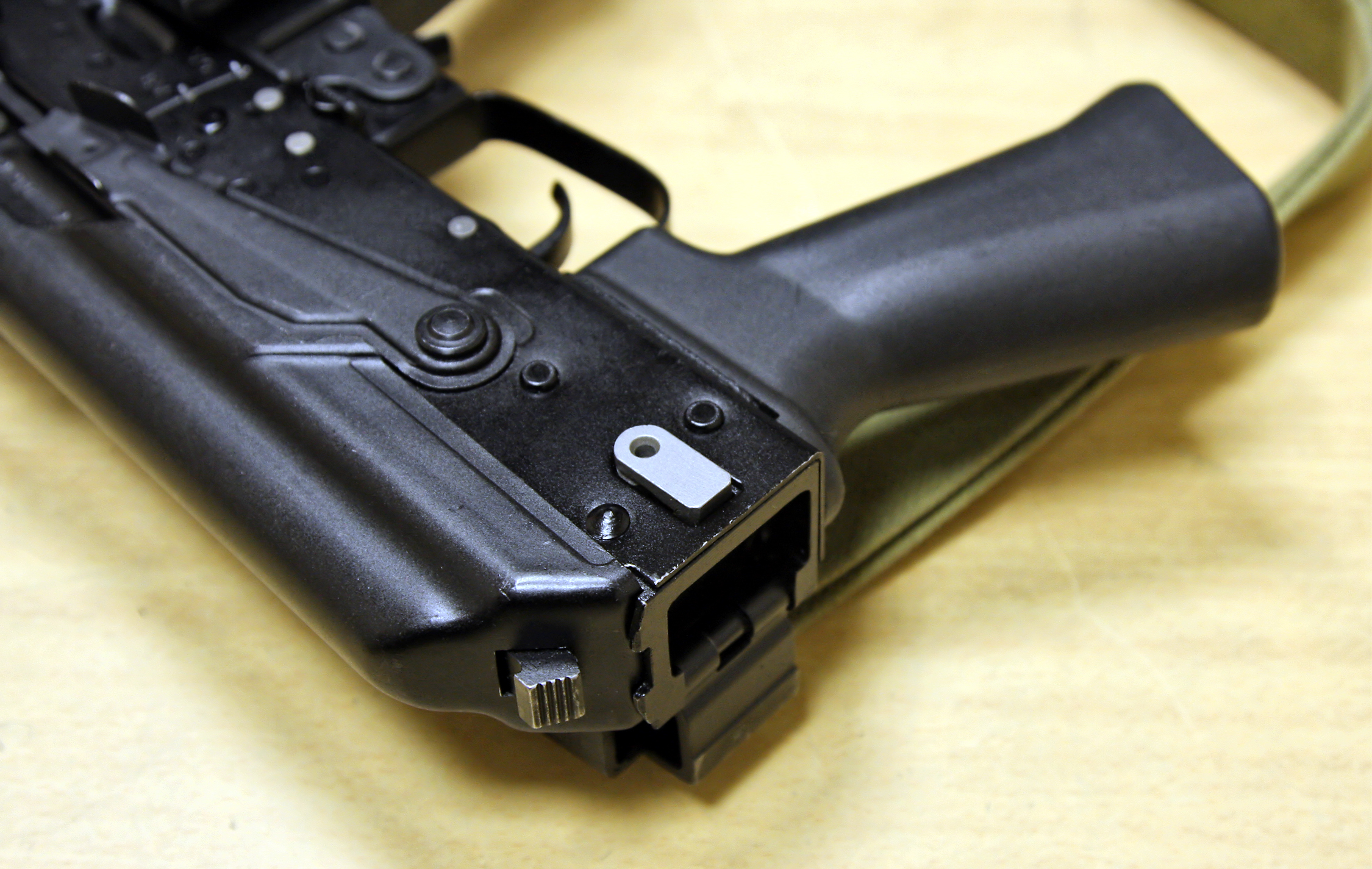
PP-19-01勇士9毫米衝鋒槍的槍托連接處
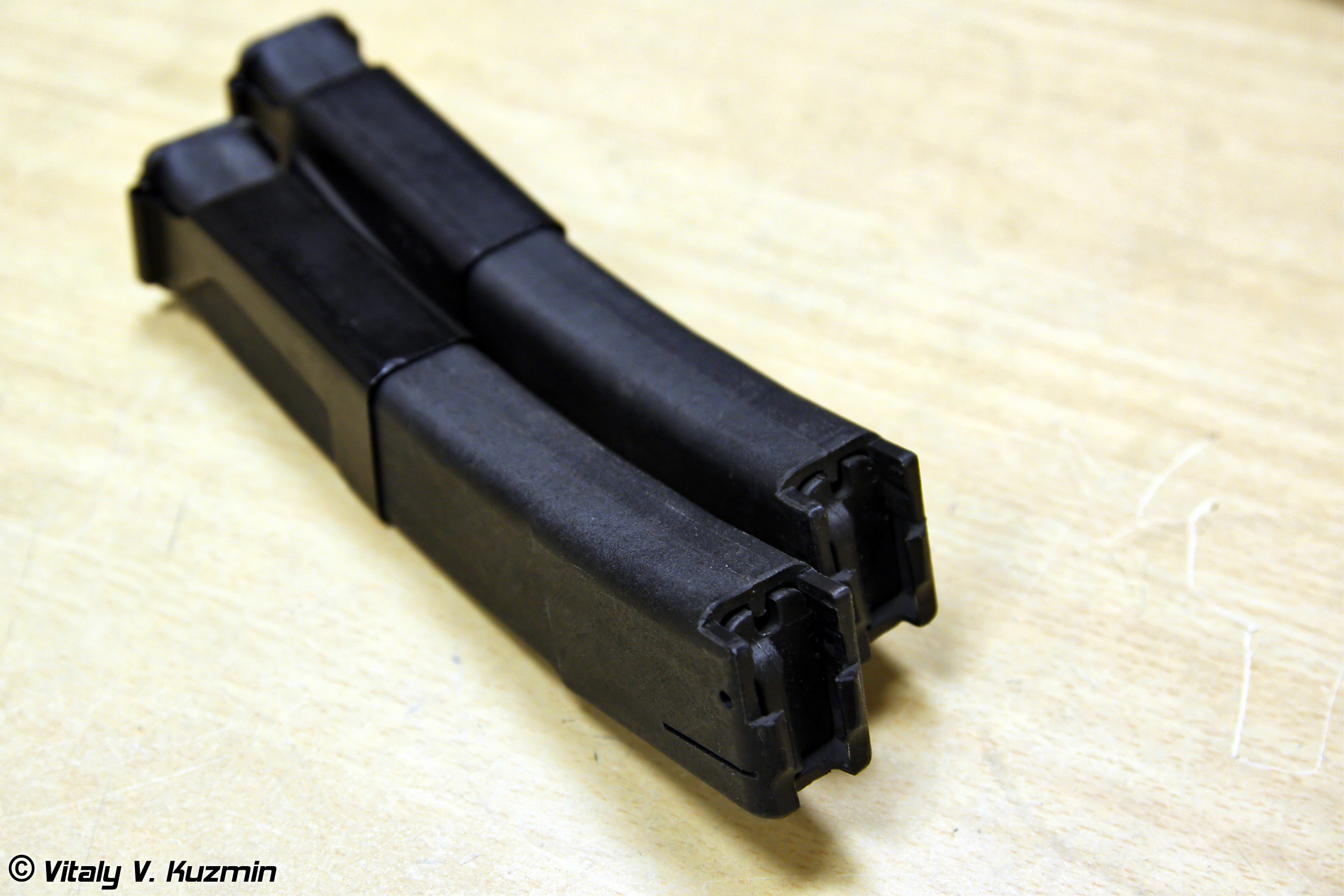
雙排彈匣
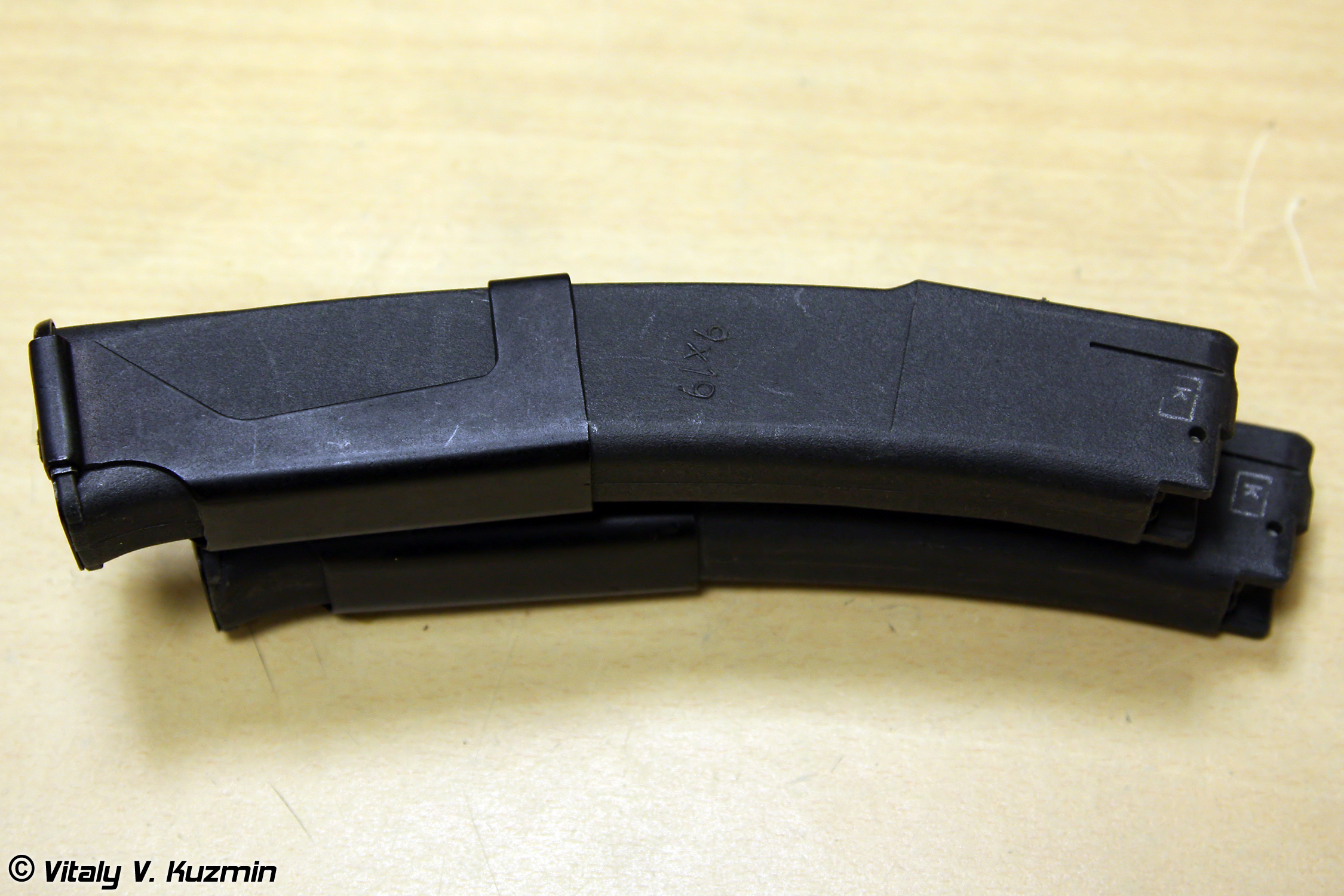
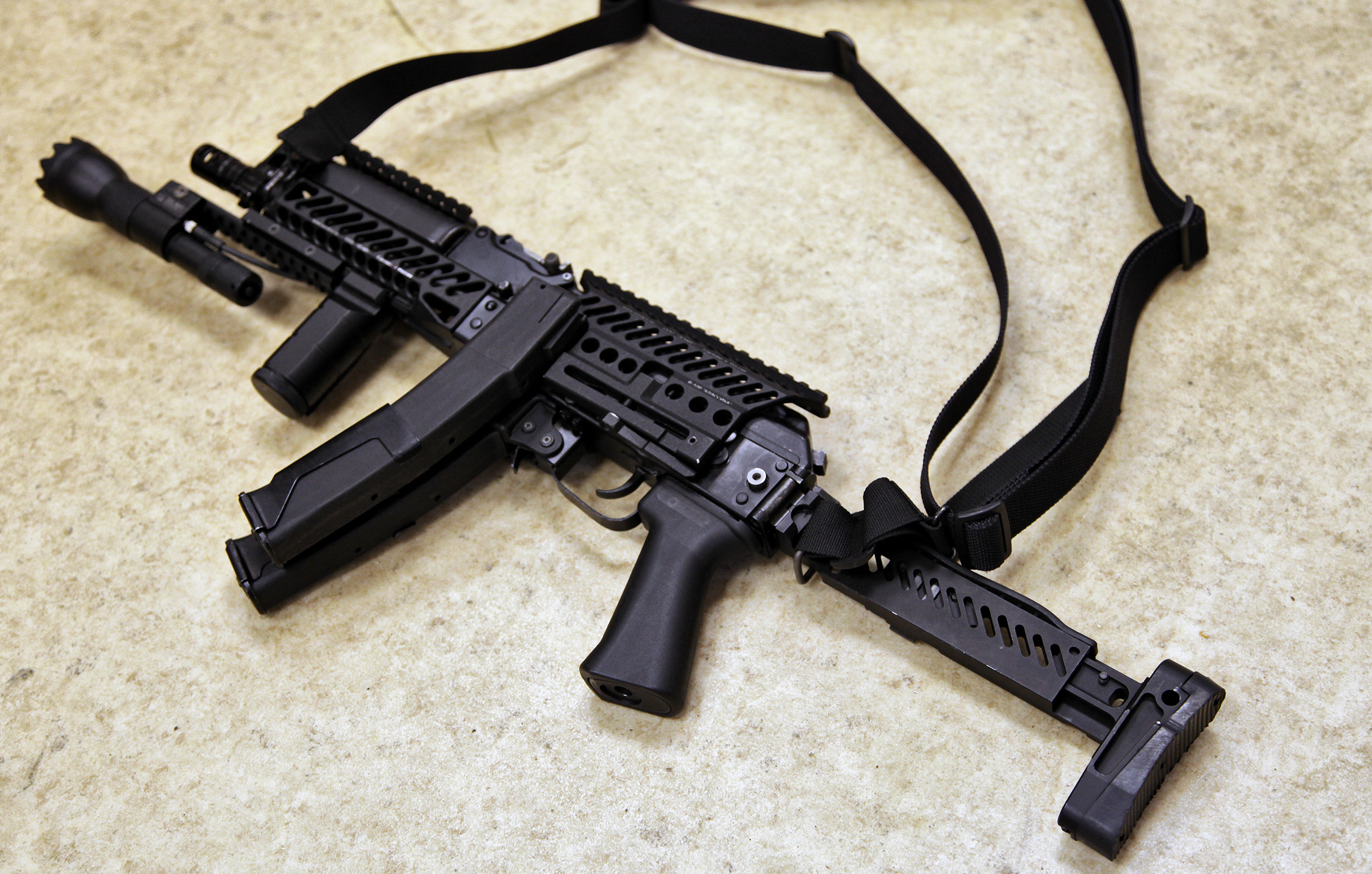
裝上了澤尼塔公司戰術導軌座、PT-1摺疊槍托、寬型前握把、戰術燈和槍背帶（英语：Sling (firearms)）的PP-19-01勇士-SN 9毫米衝鋒槍
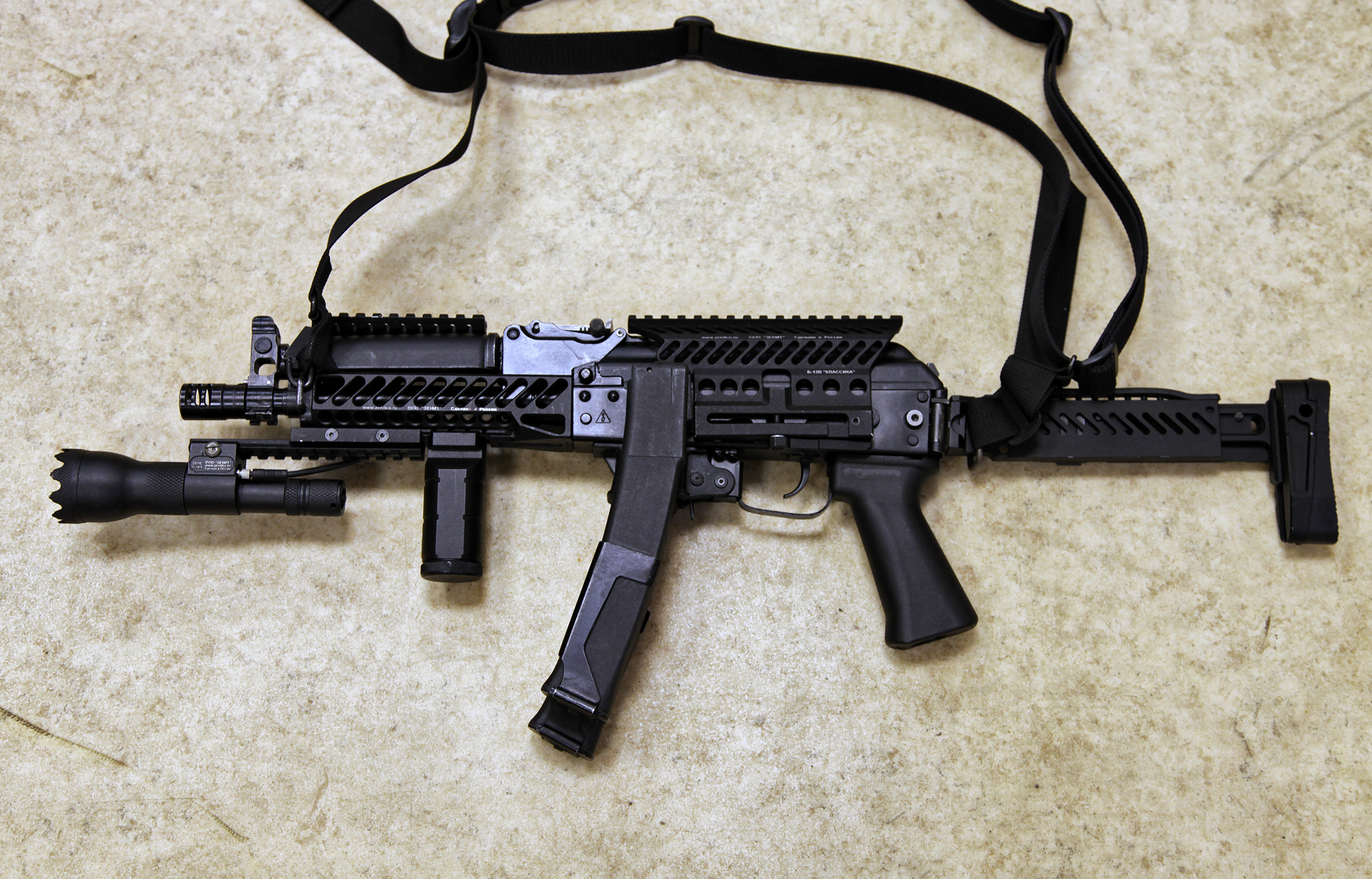
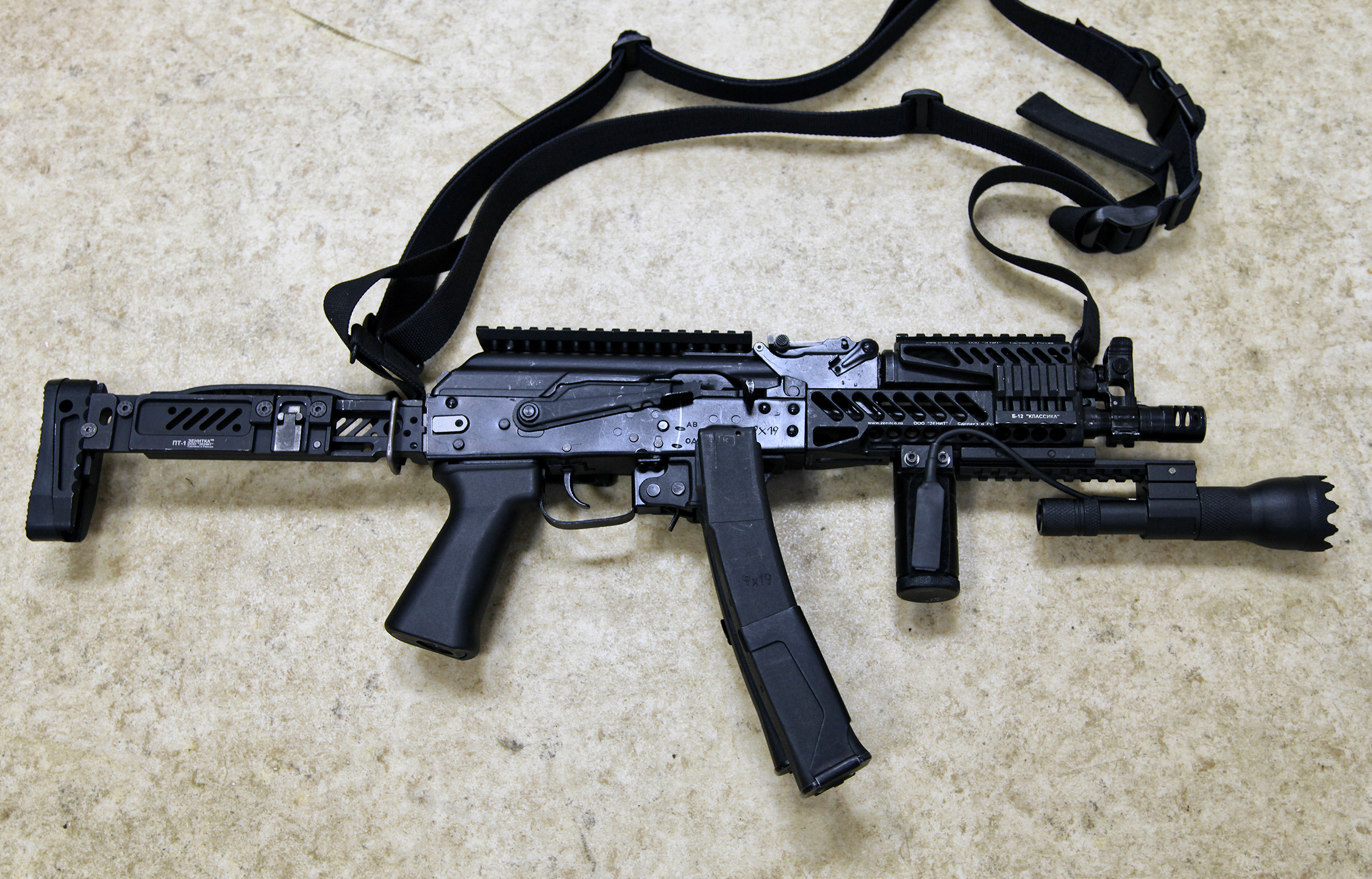
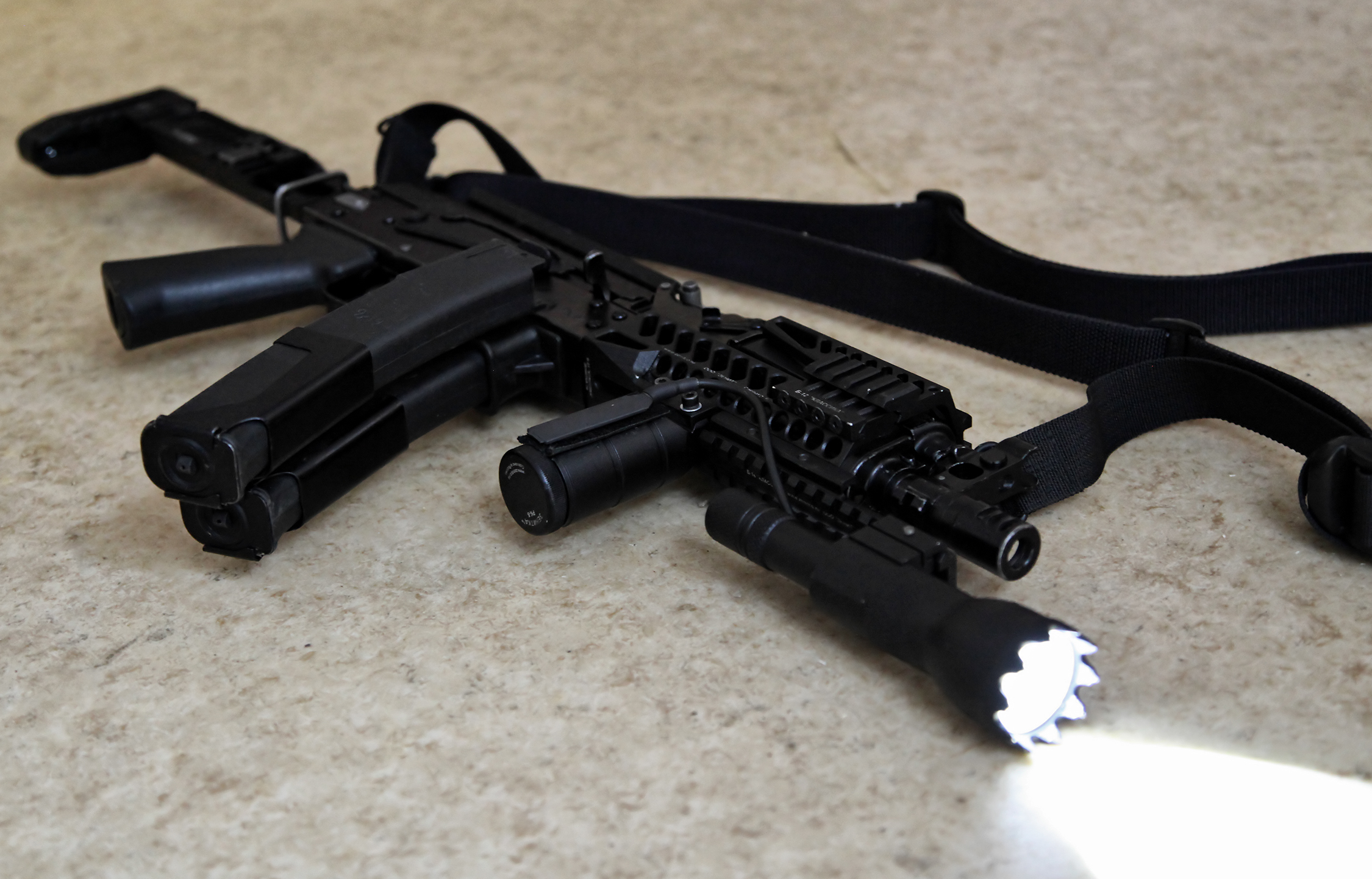
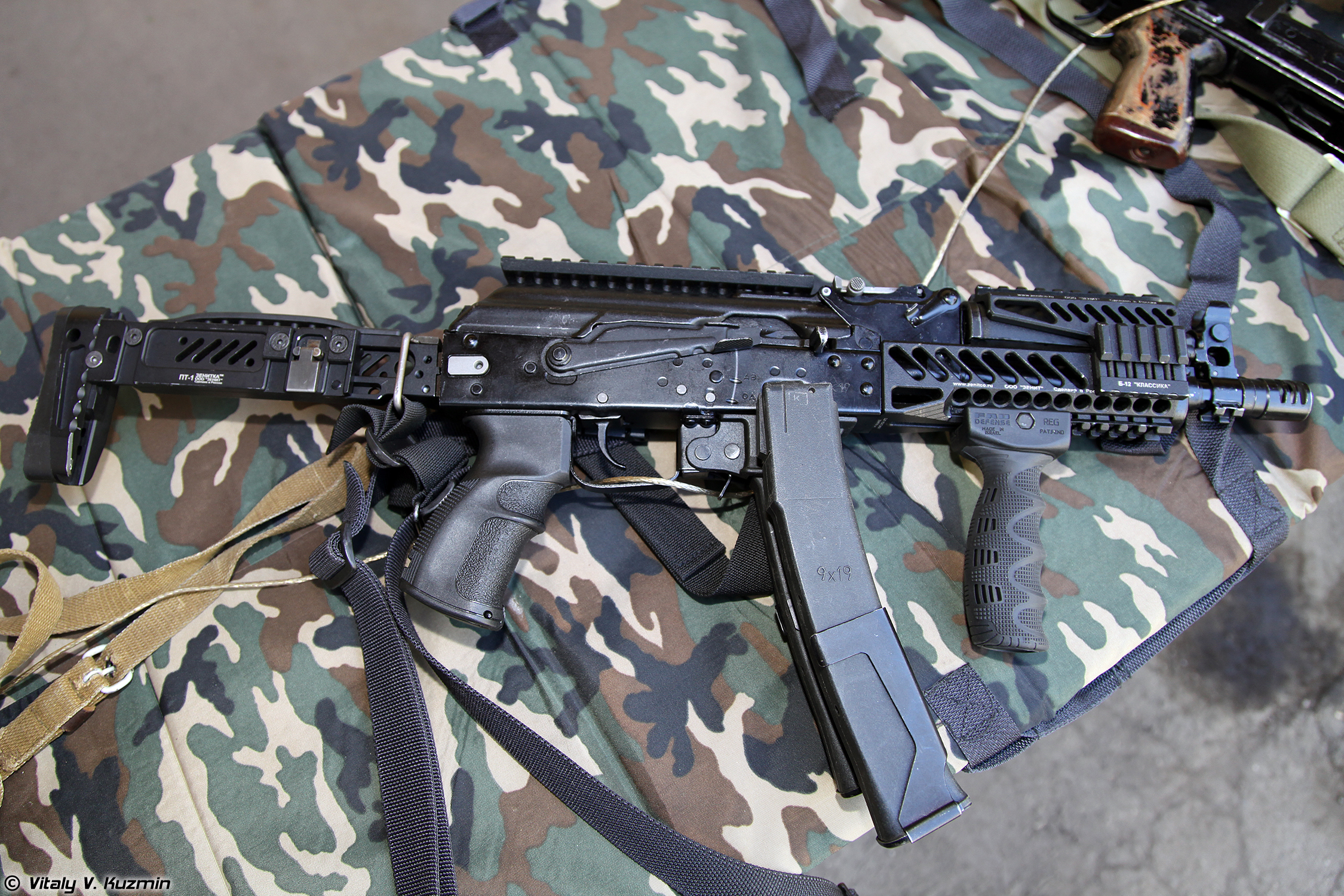
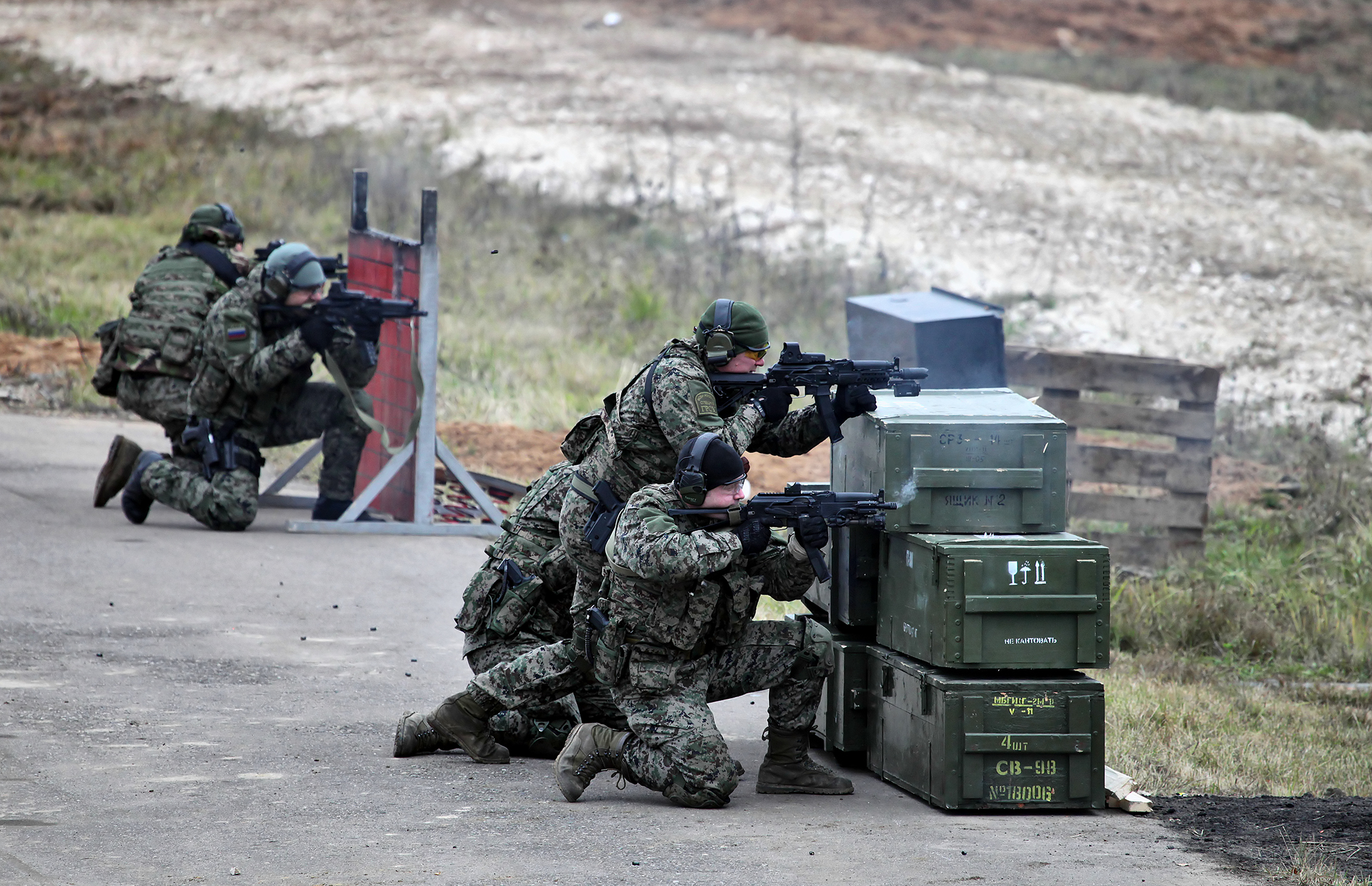
2013年俄羅斯國際軍警安防設備展（Interpolitex 2013）上，OSN格羅姆禁毒部隊使用PP-19-01勇士衝鋒槍
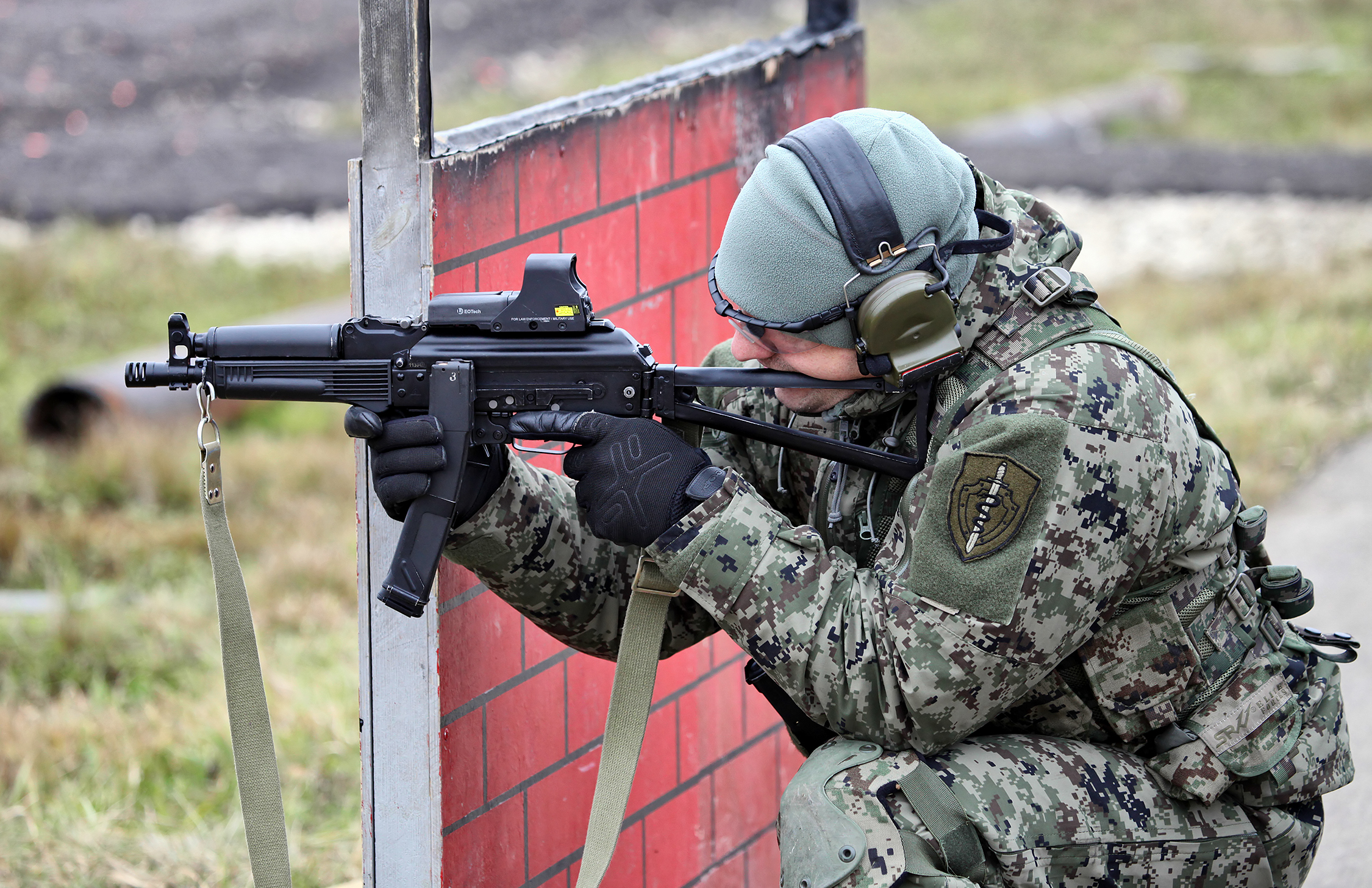
裝上了EOTECH全息瞄準鏡和並聯彈匣的PP-19-01勇士衝鋒槍
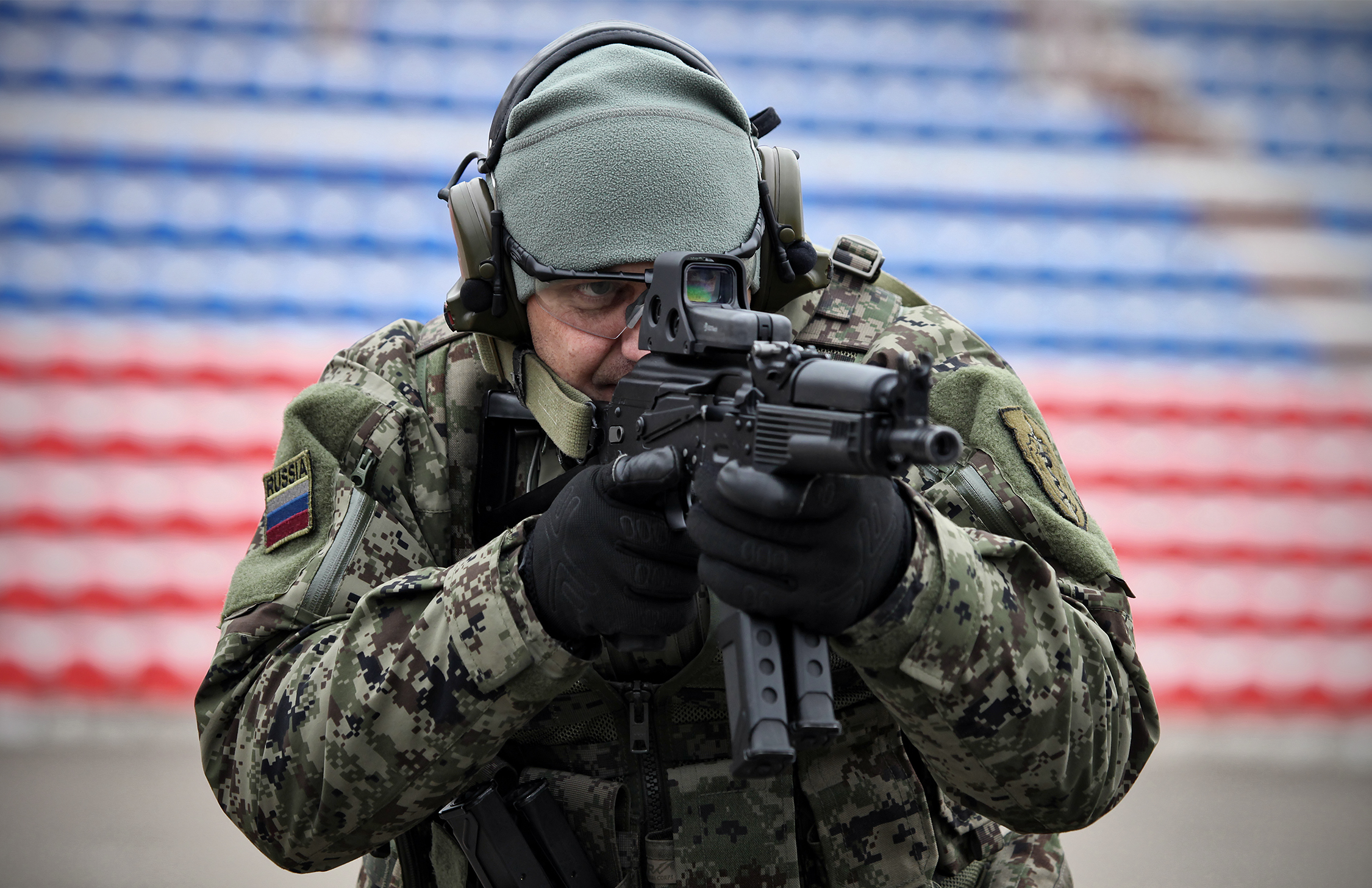
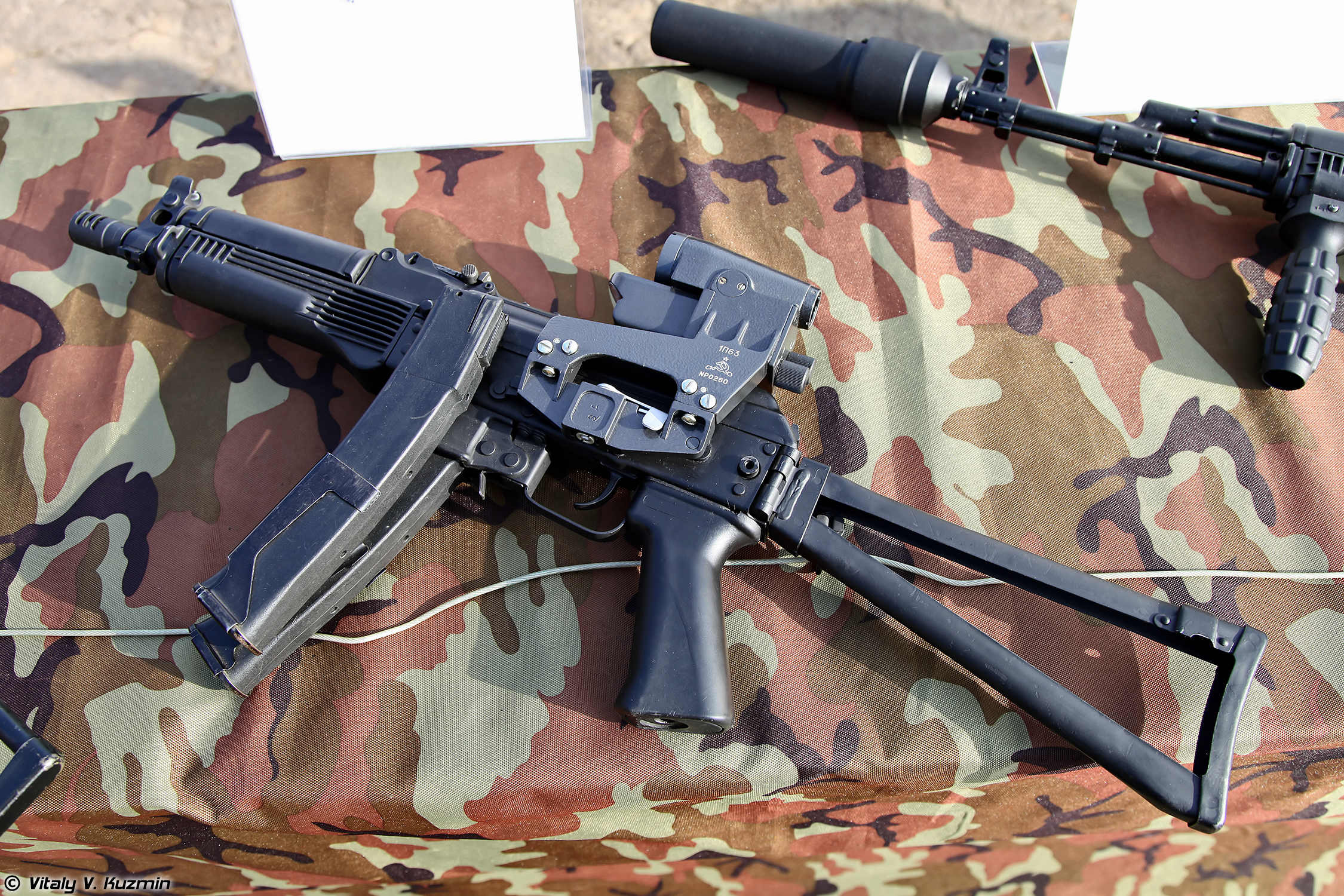
2015年俄羅斯國際軍警安防設備展（Interpolitex 2013）上的PP-19-01勇士衝鋒槍
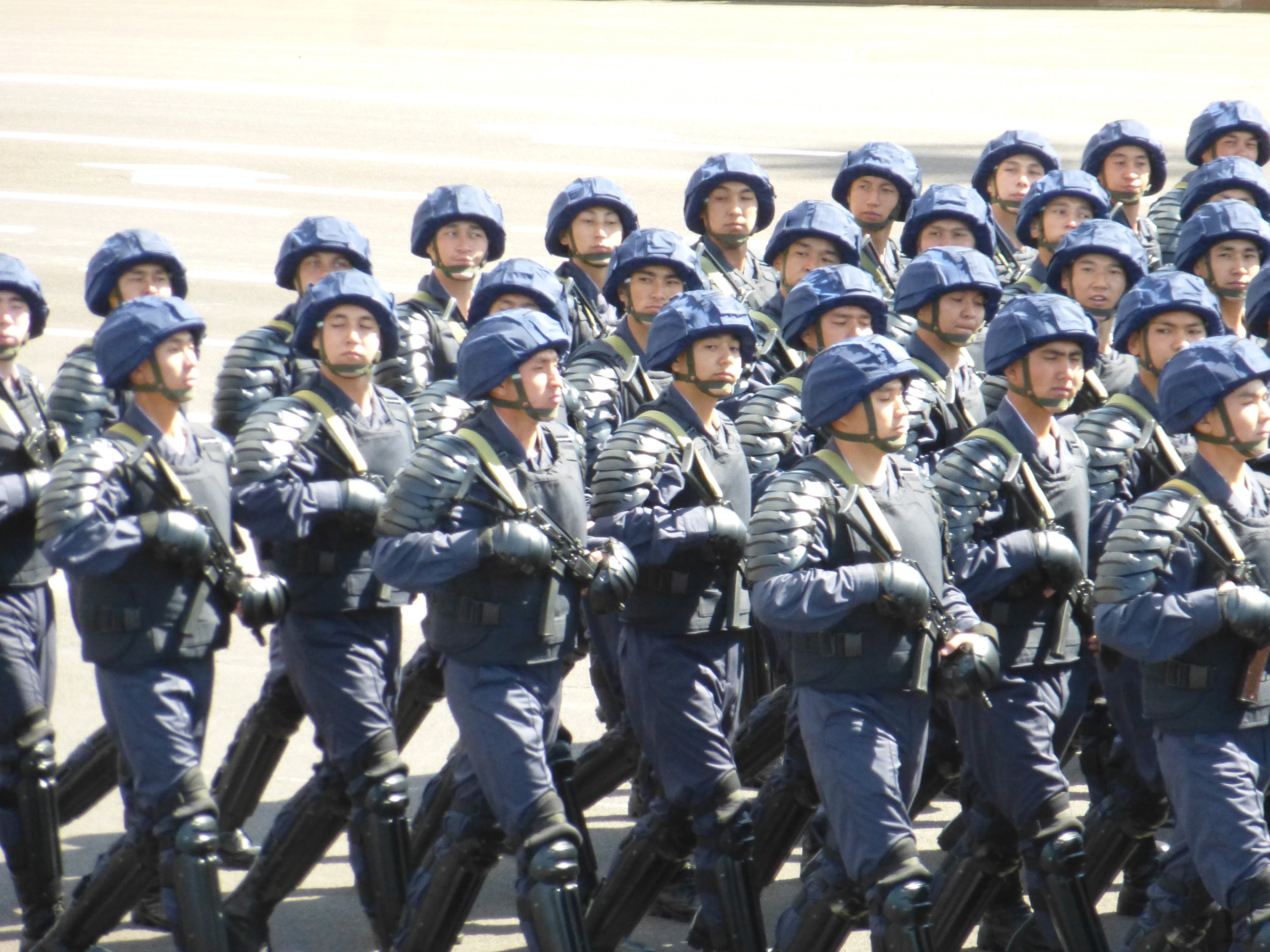
手持PP-19-01勇士衝鋒槍進行閱兵儀式的哈薩克國家近衛軍士兵

## 資料來源
1. 1 2  Gao, Charlie. . The National Interest. 30 November 2018  [2020-09-26]. （原始内容存档于2020-12-03）.
2. 1 2 3 4 5  .   [2013-04-18]. （原始内容存档于2011-11-09）.
3. ↑  .   [2014-05-08]. （原始内容存档于2011-11-23）.
4. ↑  . kalashnikovgroup.ru.   [2020-09-26]. （原始内容存档于2018-10-29）.
5. ↑  . In Moscow's Shadows.   [7 October 2014]. （原始内容存档于2011-11-23）.
6. ↑  . army.lv.   [2020-09-26]. （原始内容存档于2015-01-21）.
7. ↑  .   [2020-09-26]. （原始内容存档于2021-01-18）.
8. ↑  McCollum, Ian. . YouTube / Forgotten Weapons. 1 May 2020  [2020-09-26]. （原始内容存档于2020-12-05）.
9. ↑  .   [2016-07-17]. （原始内容存档于2016-10-05）.

- （英文）—www.izhmash.ru: Vityaz-SN Submachine Guns

## 外部連結
- （英文）—Kalashnikov Concern－Submachine gun «Vityaz-SN»
- （英文）—Modern Firearms—PP-19-01（页面存档备份，存于）
- （英文）—Weapon.ge—IZHMECH PP-19-01 "Vityaz"（页面存档备份，存于）
- （英文）—Zonawar.ru—PP-19-01 «Vityaz» submachine guns
- （英文）—cheaperthandirt.com—PP-19-01 Vityaz
- （英文）—The Firearm Blog.com—
  - Russian Police moving away from AK carbines and Makarov pistol.（页面存档备份，存于）
  - Saiga 9 Available in Europe（页面存档备份，存于）
  - Small Arms in the Russian News（页面存档备份，存于）
  - Photo essay on Izhevsk（页面存档备份，存于）
  - Inside the PP-19-01 “Vityaz” 9mm Kalashnikov SMG（页面存档备份，存于）
- （英文）—The Truth About Guns.com—Too Much Rail? Russian PP-19 ‘Bizon 2’ Hearts Picatinny – Big Time（页面存档备份，存于）
- （英文）—Tactical-Life.com—10 Russian SMGs Built For Close Quarters Combat（页面存档备份，存于）
- （俄文）—Information about Vityaz
- （俄文）—Энциклопедия Вооружений－9 мм пистолет-пулемет Витязь-СН（页面存档备份，存于）
- （英文）—YouTube上的IZHMASH Presentation: PP-19-02 Vityaz
- （简体中文）—D Boy Gun World（槍炮世界）—PP-19-01 Vityaz冲锋枪（页面存档备份，存于）
- （简体中文）—铁血网－俄罗斯9毫米PP-19-01 Vityaz冲锋枪（页面存档备份，存于）